# 1K busz (Mosonmagyaróvár)
A mosonmagyaróvári 1K jelzésű autóbusz a Vasútállomás és az Autóbusz-végállomás megállóhelyek között közlekedik. A vonalat a Volánbusz üzemelteti.

## Közlekedése
Munkanapokon csúcsidőben sűrűbben jár, csúcsidőn kívül és hétvégén ritkán. A vonalon regionális autóbuszjáratok is közlekednek.

## Útvonala
| Autóbusz-végállomás felé | Vasútállomás felé |
| --- | --- |
| Vasútállomás – Hild János tér – Soproni utca – József Attila utca – Szent István király út – Királyhidai utca – TESCO Áruház parkoló – Autóbusz-végállomás | Autóbusz-végállomás – TESCO Áruház parkoló – Királyhidai utca – Szent Imre utca – Fő út – Szent István király út – József Attila utca – Soproni utca – Hild János tér – Vasútállomás |

## Megállóhelyei
| 0  | Vasútállomás                      | 14 | 12 | 1, 1B, 2, 4, 4A, 4H, 5, 6, 7                  | Mosonmagyaróvár Hild János tér |
| 1  | József Attila utca                | 11 | 10 | 1, 1B, 2, 4, 4H, 5, 6                         | |
| 2  | Kühne gyár                        | 10 | 9  | 1, 1B, 2, 3, 3K, 4, 4H, 5, 6                  | Kühne gyár |
| 4  | Közösségi ház                     | ∫  | ∫  | 1, 1B, 2, 3, 3K, 6                            | Fehér Ló Közösségi Ház |
| 5  | Mosoni posta                      | 8  | 7  | 1, 1B, 2, 3, 3K, 6                            | Szent János plébániatemplom, Huszár Gál Városi Könyvtár, Posta |
| 6  | Szent István király út, Duna utca | 6  | 5  | 1, 1B, 2, 3, 3K, 6                            | Szent Rozália kápolna, Ostermayer Napköziotthonos Óvoda |
| 7  | Kormos István lakótelep           | 5  | 4  | 1, 1B, 2, 3, 3K, 6                            | Kormos István lakótelep, Éltes Mátyás Nevelési-Oktatási Központ, Vackor Óvoda |
| 9  | Móra Ferenc lakótelep             | 4  | 3  | 1, 1B, 3, 3K, 4, 4H, 5, 6                     | Móra Ferenc lakótelep, Református templom, Móra Ferenc Általános Iskola, Hunyadi Mátyás Szakképző és Szakközépiskola, Bolyai János Általános Iskola, Mosonvármegyei Múzeum                   |
| 10 | Kórház                            | ∫  | ∫  | 1, 1B, 3, 3K, 4, 4A, 4H, 5, 5A, 5H, 5K, 5R, 6 | Karolina Kórház és Rendelőintézet, Evangélikus templom, Régi Vámház tér, Városkapu tér, ÁNTSZ, Bolyai János Informatikai és Közgazdasági Szakgimnázium, Mosonmagyaróvári Járásbíróság, Posta |
| ∫  | Evangélikus templom               | 2  | 1  | 1, 1B, 3, 3K, 4, 4A, 4H, 5, 5A, 5H, 5K, 5R, 6 | Karolina Kórház és Rendelőintézet, Evangélikus templom, Régi Vámház tér, Városkapu tér, ÁNTSZ, Bolyai János Informatikai és Közgazdasági Szakgimnázium, Mosonmagyaróvári Járásbíróság, Posta |
| 12 | Autóbusz-végállomás               | 0  | 0  | 1, 2, 3, 3K, 5A, 5H, 5K, 5R, 6, 7, 7I, 7M     | Autóbusz-állomás, TESCO Hipermarket, Park Center, ÉNYKK Zrt. |

1. ↑  Egyes járatok rövidebb menetidővel közlekednek.